# Новая Деревня (Елабужский район)
 Новая Деревня  — деревня в Елабужском районе Татарстана. Входит в состав Лекаревского сельского поселения.

## География
Находится в северной части Татарстана на расстоянии приблизительно 16 км на запад-северо-запад по прямой от районного центра города Елабуга у речки Анзирка.

## История
Основана в 1920-х годах.

## Население
Постоянных жителей было в 1926 — 16, в 1938—236, в 1949—218, в 1958—196, в 1970—135, в 1979 — 98, в 1989 — 61. Постоянное население составляло 33 человека (русские 91 %) в 2002 году, 34 в 2010.